# Königswiesen
Königswiesen è un comune austriaco di 3 190 abitanti nel distretto di Freistadt, in Alta Austria; ha lo status di comune mercato (Marktgemeinde).